# 藤井健一
藤井 健一（ふじい けんいち、1975年11月28日 - ）は、千葉県出身の男性歌手・俳優である。本名藤井賢一（読み方同じ）。
ビクターエンタテインメント及びタニプロモーション所属。血液型はB型。その後彼本人が裏方に回り、FLiP UP、タニプロモーション取締役、Media Linx代表取締役などを経て現在広告代理店会社、沖縄ホテル事業会社など経営している。

## 概要

### 来歴
プロローラースケーターとして1988年の光GENJIのコンサートツアーに12歳で参加する。その後、西武園アイドル共和国のショーやテレビのアイドル共和国でSMAP等とレギュラー出演する。
その後プロローラースケートチームのユニット“レッドドルフィンズ”でビクターよりデビューし、アルバム3枚・ビデオ2本をリリース、テレビやイベント等で活躍する。グループ解散後、本人はインラインスケートのプロとして活動後裏方に回り菅野美穂の運転手、要潤初期マネージャー、元モーニング娘。の市井紗耶香などをマネージメントしたのち、現在は株式会社Fplusの代表として広告代理店業やデジタルサイネージに関連した事業、地方創生を絡めた東京ガールズコレクションなどの誘致などをしている。